# プリテンダーズ
プリテンダーズ（The Pretenders）は、イギリスのバンド。

## 来歴
イギリスの音楽誌「ニュー・ミュージカル・エクスプレス（NME）」の記者だったクリッシー・ハインド（ボーカル）を中心に結成される。当時のメンバーは、ハインド以下ジェイムス・ハニーマン・スコット（ギター）、ピート・ファーンドン（ベース）、マーティン・チェンバース（ドラム）。
1979年にシングル「ストップ・ユア・ソビン」（キンクスのカバー）でデビュー。翌年、ファースト・アルバム『愛しのキッズ』、同作からのシングル「ブラス・イン・ポケット」が共に全英1位となる。パンク／ニュー・ウェイヴが席巻した当時、ストレートなロックンロールのセンスと、ハインドの快活で姉御肌のキャラクターが受け、人気バンドとなった。
『プリテンダーズ2』（1981年）発表後、ピート・ファーンドンの解雇やジェイムス・ハニーマン・スコットの急死といったアクシデントが続き、以後メンバー・チェンジを繰り返す。1983年のシングル「チェイン・ギャング」は、バンドにとって初の全米トップ10入りを果たした。1985年にはライヴエイドに出演。アルバム『ゲット・クロース』（1986年）からのシングル・ヒット曲「ドント・ゲット・ミー・ロング」は、後に日本のテレビ番組『情報プレゼンター とくダネ!』で使用された。その後、元ザ・スミスのジョニー・マーが一時的に加入。1994年から2000年代前半にかけては、ハインド、チェンバース、アダム・シーモア（ギター）、アンディ・ホプソン（ベース）の4人で安定した活動を行う。
2005年にロックの殿堂入り。2006年、ホプソンに代わりニック・ウィルキンソンが加入。

## ディスコグラフィ

### スタジオ・アルバム
- 『愛しのキッズ』 - Pretenders (1980年)
- 『プリテンダーズ2』 - Pretenders II (1981年)
- 『ラーニング・トゥ・クロール』 - Learning to Crawl (1984年)
- 『ゲット・クロース』 - Get Close (1986年)
- 『パックト!』 - Packed! (1990年)
- 『ラスト・オブ・インディペンデンツ』 - Last of the Independents (1994年)
- 『ヴィヴァ・エル・アモール』 - Viva el Amor (1999年)
- 『ルーズ・スクリュー』 - Loose Screw (2002年)
- Break Up the Concrete (2008年)
- Alone (2016年)
- Hate for Sale (2020年)
- Relentless (2023年)

### ライブ・アルバム
- 『アイル・オブ・ヴュー〜アコースティック・ライヴ』 - The Isle of View (1995年)
- Loose in L.A. (2003年)
- Live in London (2010年)
- Live in New York City (2011年) ※1998年録音
- 『ディケイズ・ロック・ライヴ』 - Pretenders With Friends (2019年) ※プリテンダーズ with フレンズ名義

### コンピレーション・アルバム
- 『ザ・グレイト・プリテンダーズ』 - The Singles (1987年)
- 『グレイテスト・ヒッツ』 - Greatest Hits (2000年)
- Pirate Radio (2006年)
- The Best of Pretenders (2009年)

## 日本公演
- 1982年
  - 2月26日 渋谷公会堂、27日 中野サンプラザ、28日 中野サンプラザ
- 1984年
  - 9月9日 渋谷公会堂、12日 京都会館、13日 フェスティバルホール、15日 福岡サンパレス、17日 名古屋市公会堂、18日・19日 東京厚生年金会館
- 1987年
  - 8月10日 フェスティバルホール、11日 名古屋市公会堂、13日 日本武道館
- 2004年
- 2006年 UDO MUSIC FESTIVAL